# Freistadt
Freistadt este un oraș în Austria.